# Керована розвідкою поліційна діяльність
Керована розвідкою поліційна діяльність, також Поліцейська діяльність, керована розвідувальною аналітикою (Intelligence-led policing, ILP) — модель діяльності поліції, побудована навколо оцінки та управління ризиками.
Заклики до керованої розвідкою поліційної діяльності виникли у 1990-х як у Великій Британії, так і у США. У США книжка Марка Ріблінга 1994 року « Клин — таємна війна між ФБР та ЦРУ» висвітлила конфлікт між правоохоронними органами та розвідкою та закликала поліцейських стати «схожими на шпигунів». Поліційна діяльність під керівництвом розвідки набула значного розмаху в глобальному масштабі після терактів на США 11 вересня . Зараз цю модель відстоюють провідні поліцейські асоціації Північної Америки та Великої Британії.
Хоча керована розвідкою поліційна діяльність ґрунтується на більш ранніх парадигмах, таких як громадська поліційна діяльність, поліційна діяльність, орієнтована на проблеми, та партнерська модель поліційної діяльності, вона виникла як відмова  громадської поліційної діяльності від «реактивного» фокусу на злочинах, із закликами до поліції витрачати більше часу на використання інформаторів та спостереження для боротьби з правопорушниками-рецидивістами.
До проведення поліційної діяльності під керівництвом розвідки, головним методом поліції була стратегія реагування. Однак, оскільки сприйняття злочину переросло поліцейські ресурси у Великій Британії, виник розрив попиту та потреба в новій стратегії, яка б більш ефективно використовувала наявні на той час ресурси

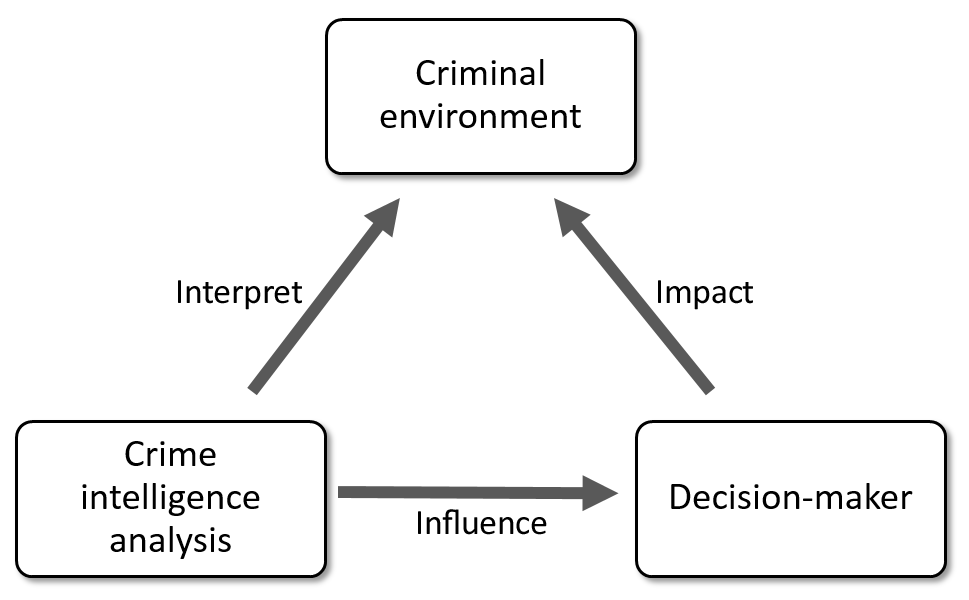